# Rivière Canet
Pour les articles homonymes, voir Canet.
La rivière Canet est un affluent du lac Matagami, coulant dans la municipalité d'Eeyou Istchee Baie-James, dans la région administrative du Nord-du-Québec, au Québec, au Canada.
La rivière Canet coule en zone forestière et de marais (surtout dans sa partie supérieure), à l'est du lac Matagami. Son cours accuse une très faible dénivellation. Le transport routier vers la Baie James constitue la principale activité économique de ce bassin versant. La surface de la rivière est habituellement gelée du début de décembre à la fin avril.
Venant de Matagami, la route de la baie James passe d'abord entre le lac Olga et la rivière Canet ; puis cette route bifurque vers le nord pour couper la rivière Canet en son milieu. Puis elle remonte directement vers le nord en passant à l'ouest du lac Poncheville.

## Géographie
La rivière Canet prend sa source d'une zone de marais à une altitude de 282 m. Cette source de la rivière est située  au Sud-Est du centre-ville de Matagami, au nord-est de l'embouchure du lac Matagami et au nord-est de la confluence de la rivière Canet avec le lac Matagami.
Cette source de la rivière est située au nord de la ligne de partage des eaux avec le bassin versant du lac Olga lequel est traversé par la rivière Waswanipi ;
- au Sud de la ligne de partage des eaux avec le bassin versant du lac Poncheville dont les eaux s'écoulent vers le Nord, soit vers la rivière Broadback.

Les principaux bassins versants voisins de la rivière Canet sont :
- côté nord : lac Poncheville, lac Ouescapis, rivière Chensagi ;
- côté est : lac au Goéland, rivière Waswanipi ;
- côté cud : lac Olga, rivière Waswanipi ;
- côté ouest : lac Matagami, rivière Nottaway.

À partir de sa source, la rivière Canet coule sur environ 48 km généralement vers le sud-ouest, selon les segments suivants :
- vers le sud-ouest, jusqu'à un ruisseau (venant de l'ouest) ;
- vers le sud, jusqu'à un ruisseau (venant du sud) ;
- vers l'ouest, comportant un élargissement de la rivière, jusqu'à la confluence de la rivière[1].

La rivière Canet se décharge au fond d'une baie sur la rive est du lac Matagami (altitude : 271 m) qui est connexe à la baie de la confluence de la rivière Waswanipi dont le cours traverse le lac Olga et se situe au Sud de la rivière Canet. Le lac Matagami se déverse du côté nord-ouest par la baie du Nord dans la rivière Nottaway. Cette dernière va se déverser sur la rive sud-est de la Baie James.
Cette confluence de la rivière Canet avec le lac Matagami est situéeau Sud-Est de l'embouchure du lac Matagami, au sud-est de la confluence de la rivière Nottaway avec la Baie James, au nord-est du centre-ville de Matagami et au Nord-Ouest de Lebel-sur-Quévillon.

## Toponymie
Le toponyme « rivière Canet » a été officialisé le 5 décembre 1968 à la Commission de toponymie du Québec, soit lors de sa création.